# Tripeptide

Ein lineares Tripeptid (wie zum Beispiel Val-Gly-Ala) mit
grün markiertem N-terminalen α-Aminosäure-Rest (im Beispiel: L-Valin) und blau markiertem C-terminalen α-Aminosäure-Rest (im Beispiel: L-Alanin)

Glutathion ein Tripeptid mit grün markiertem N-terminalen γ-L-Glutamyl-Rest und blau markiertem C-terminalen Glycyl-Rest

Cyclotriprolyl ein cyclisches Tripeptid aus drei Resten der Aminosäure L-Prolin.

Tripeptide sind aus drei Aminosäure-Resten aufgebaute Peptide und zählen zur Gruppe der Oligopeptide. Wie andere Oligopeptide besitzen Tripeptide häufig eine sehr spezifische physiologische Wirkung, z. B. in der Neurochemie, im Stoffwechsel und als Releasing-Hormone. Proteine werden im Zuge der Verdauung durch Peptidasen in Aminosäuren, Dipeptide und Tripeptide zerlegt. Tripeptide werden im Dünndarm und der Niere über den Peptidtransporter 1 aufgenommen. Tripeptidyl-Peptidasen sind Peptidasen, die Tripeptide abspalten.

## Beispiele
Beispiele für natürlich vorkommende Tripeptide sind unter anderem die Antioxidantien Glutathion, die Ophthalminsäure, den Proteaseinhibitor Leupeptin, das Melanotropin-Release-Inhibiting-Hormon, die Lactotripeptide, GHK-Cu und das Herbizid Bialaphos. Einige natürliche Tripeptide besitzen eine Amidgruppe am C-Terminus, wie Thyreoliberin und das Melanotropin-Release-Inhibiting-Hormon. Die Peptidalkaloide unter den Mutterkornalkaloiden enthalten unter anderem ein Tripeptid. Ein nichtribosomal erzeugtes Peptid ist das ACV-Tripeptid. Synthetische Tripeptide sind die ACE-Hemmer Lisinopril, Enalapril und Ramipril sowie neuroprotektive Analoga des Thyreoliberins.
Natürliche Tripeptide aus Milch (Casein) werden intakt resorbiert und wirken u. a. als schwache ACE-Hemmer. Eine Wirkung an Opioidrezeptoren wird für Beta-Casomorphin beschrieben.